# Live from the Union Chapel
Live from the Union Chapel é o segundo álbum ao vivo de Damien Rice. Foi gravado em 2003, mas não foi lançada comercialmente até 26 de novembro de 2007. Foi registado como parte de uma promoção limitada em conexão com a música no Estados Unidos.

## Faixas
1. "Delicate" – 5:21
2. "The Blower's Daughter" – 4:59
3. "Volcano" – 5:23
4. "Then Go" – 5:46
5. "Baby Sister" – 4:24
6. "Be My Husband" – 2:41
7. "Amie" – 4:25
8. "Silent Night" – 3:04